# Пандолфо IV Малатеста
Вижте пояснителната страница за други личности с името Пандолфо Малатеста.
Пандолфо IV Малатеста (на италиански: Pandolfo IV Malatesta, Pandolfaccio; * юли 1475, Римини, Папска държава; юни 1534, Рим, Папска държава) от род Малатеста, е италиански кондотиер, сеньор на Римини и други градове през 1482 – 1500, 1503 и 1522 – 1523 г.

## Биография
Той е син на Роберто Малатеста (1440 – 1482), сеньор на Римини.
През 1500 г. Пандолфо IV е изгонен от Римини от Чезаре Борджия. През 1503 г. той продава Римини на Република Венеция. На 17 юни 1528 г. е изгонен от гражданите и освободен от папата.
Той е баща на Сиджизмондо I Малатеста († 1543).